# Hollenkammer
Die Hollenkammer, auch Hollenhöhle genannt, ist eine kleine Höhle und ein Naturdenkmal südlich der Kleinstadt Volkmarsen im Landkreis Waldeck-Frankenberg, Hessen (Deutschland). 

## Geographische Lage
Die Hollenkammer liegt in Nordhessen rund 1 km nördlich des südlichen Volkmarsener Stadtteils Lütersheim bzw. an der Ostflanke des Wattertals. Ihr Sandsteinportal befindet sich an der Südflanke des 271 m ü. NN hohen Tentenberg.
Etwa 1 km nördlich der Hollenkammer liegen die Huckershöhlen, zirka 3,5 km östlich verläuft die Nordwestgrenze des größtenteils im Landkreis Kassel gelegenen Naturpark Habichtswald, unweit nördlich befinden sich Ruinenreste der Burg Fürstenstein und ungefähr 3,5 km westlich erstreckt sich der Twistesee (Entfernungen jeweils Luftlinie).

## Geologie
Die Hollenkammer ist eine, in einem weiß-roten zerklüfteten Sandsteinmassiv natürlich entstandene Höhle in einem Kiefernwald nördlich von Lütersheim an dem an einem Sportplatz beginnenden Wanderweg 8. Die Höhle befindet sich hinter einem abseitigen Sandsteinportal. Mineralogisch handelt es sich bei den verwitterten und zerklüfteten von gewaltigen parallel laufenden Eisenquadern durchsetzten Blöcken um Oxidationsstufen im Sandstein. Speläologisch gehört die Höhle dem Typ Halbhöhle an.

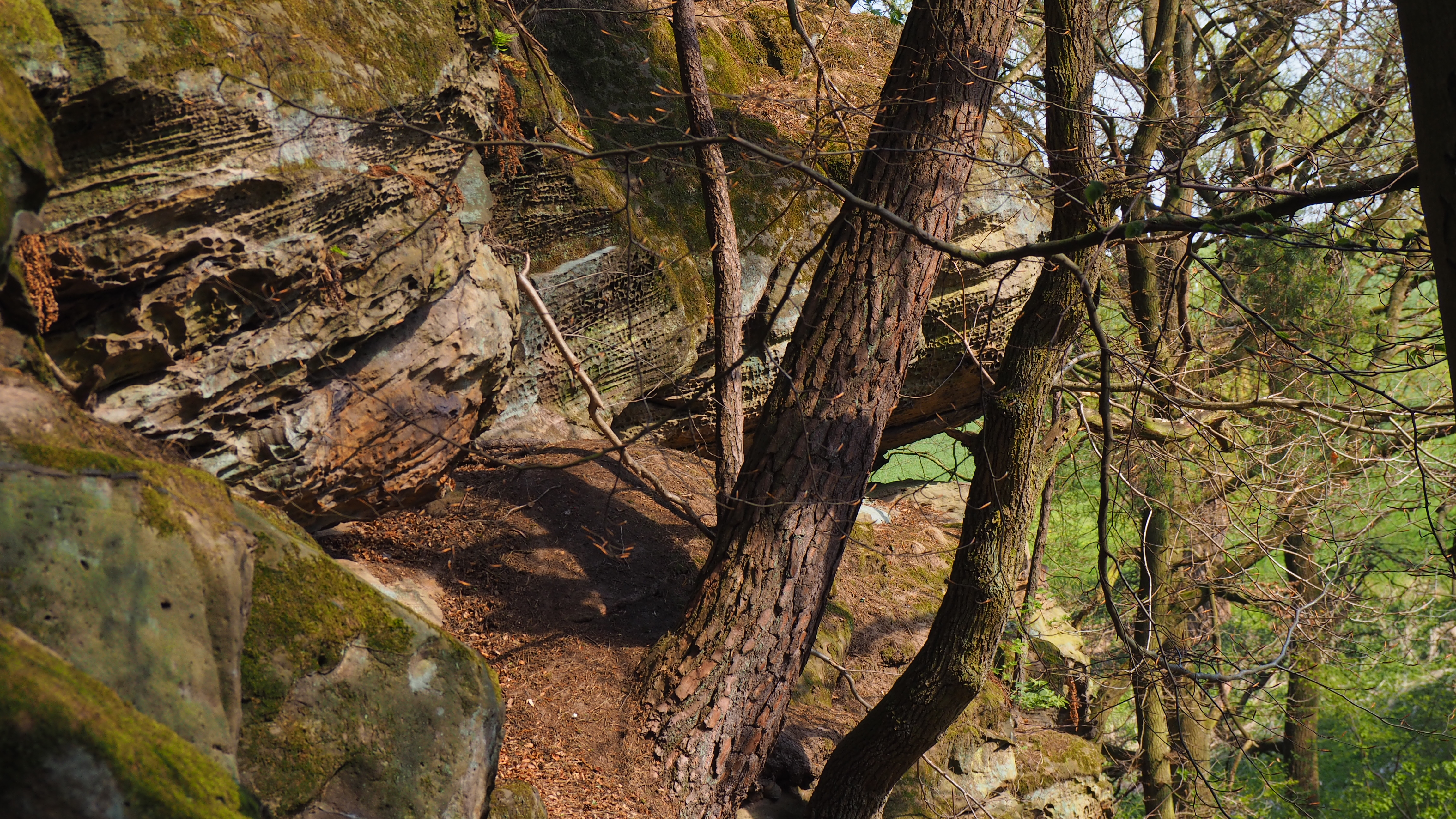
Felsen über der Kammer

## Geschichte
Die Hollenkammer war eine Kultstätte. Ihr Name geht auf die heidnische Holba, die gütige Gemahlin Wotans zurück. An deren Namen erinnert noch heutzutage eine in der Nähe befindliche Quelle. In der Zeit der Christianisierung hauste in der Hollenkammer ein Einsiedler, der zur Verbreitung des Christentums Bonifatius unterstützt haben soll.

## Sage

### Allgemein
Der Sage nach sollen Hollen (=Wichtel) in der Höhle gelebt haben. Den Bewohnern der Umgebung zeigten sich diese Phantasiegeschöpfe nicht. Man bemerkte die Wichtel nur durch ihre guten Taten oder Streiche an den Menschen der Umgegend. Die Hollen waren hilfreiche kleine Hausgeister, aber auch zu Schabernack geneigt.

### Sage vom Knecht und den Hollen
Als einst ein Knecht aus Lütersheim in der Nähe der Hollenkammer auf einem Feld arbeitete, hörte er ein Klopfen. Da dachte er, die Hollen backten Kuchen und rief: "Holle, back mir auch einen Kuchen!" Beim nächsten Wenden des Pflugs kam er wieder an die gleiche Stelle und sah ganz erstaunt auf einem Tuch einen Kuchen liegen. Zuerst wollte er ihn nicht annehmen. Da rief eine Holle: "Wenn du den Kuchen nicht nimmst, dann kratze ich dir die Augen aus!" Da hat er ihn genommen.

## Sonstiges
Die Hollerhöhle ist Lebensraum einer Fledermauskolonie.
Heutzutage befindet sich eine Ruhebank am Sandsteinportal der Hollenhöhle.